# Campylocheta argenticeps
Campylocheta argenticeps là một loài ruồi trong họ Tachinidae.